# سيمون موراي (رائد أعمال)
سيمون موراي (بالإنجليزية: Simon Murray)‏ هو كاتب ورائد أعمال بريطاني، ولد في 25 مارس 1940 في ليستر في المملكة المتحدة.